# Microtendipes brevitarsis
Microtendipes brevitarsis är en tvåvingeart som beskrevs av Lars Zakarias Brundin 1947. Microtendipes brevitarsis ingår i släktet Microtendipes och familjen fjädermyggor. Arten är reproducerande i Sverige. Inga underarter finns listade i Catalogue of Life.